# Mario Gamba

Mario Gamba con i Powerillusi durante un'apparizione televisiva in Rai; da sinistra a destra: Vince Ricotta, Filippo Provenzano, Vito Vita e Mario Gamba

Mario Gamba (...) è un giornalista e critico musicale italiano.

## Biografia
Giornalista e critico musicale ha lavorato per il manifesto, Alias, l'Espresso e in televisione per il TG3. A partire dal 1977 si è occupato di musica diventando profondo conoscitore dei generi meno convenzionali.
Nel 2014 ha partecipato con una testimonianza personale all'Archivio Vivo del progetto e documentario "Lunàdigas" ovvero delle donne senza figli di Nicoletta Nesler e Marilisa Piga.

## Libri
- Questa sera o mai, 2003, Fazi
- Gli ultraterrestri, 2008, Cronopio